# 今別町立今別小学校
今別町立今別小学校（いまべつちょうりつ いまべつしょうがっこう）は、青森県東津軽郡今別町今別にある公立小学校である。

## 概要
今別町の中心部、今別地区にあり町内で唯一の小学校でもある。進学先は、学区内の今別中学校。全校児童は2022年現在36人。
準へき地学校に認定されている。

## 沿革
- 1876年（明治9年）5月10日 - 創立。
- 1886年（明治19年）4月1日 - 今別簡易小学校に改称。
- 1887年（明治20年）6月1日 - 高等科併置。
- 1911年（明治44年） - 校舎増築。
- 1921年（大正10年）6月6日 - 今別大火により、校舎消失。以降、当面の間、正行寺・本覚寺・八幡宮の各宮寺で分散授業を行う。
- 1941年（昭和16年）4月1日 - 国民学校令により、今別国民学校に改称。
- 1947年（昭和22年）4月 - 新学制施行により、今別村立今別小学校に改称。
- 1949年（昭和24年）8月30日 - 新築移転。
- 1955年（昭和30年）4月1日 - 今別村が一本木村と合併した今別町発足により、今別町立今別小学校に改称。
- 1958年（昭和33年）11月25日 - 火災により、校舎消失。以降、当面の間、町役場・今別高校・正行寺・保育所で分散授業を行った。
- 1959年（昭和34年）12月23日 - 校舎移転。
- 2000年（平成12年）
  - 4月1日 - 旧今別小学校・大泊小学校・開智小学校の3校が統合。新たに今別小学校として発足する[1]。同日、校歌と校章を制定。
  - 4月4日 - 統合小学校で開校式挙行。
  - 4月7日 - 第1回入学式挙行、統合後最初の新入生は20名。この新入生を含め、児童数169名・7学級（特学1学級）で、統合小学校のスタートを切った。
  - 6月28日 - コンピューター20台設置。
- 2001年（平成13年）3月22日 - 第1回卒業証書授与式挙行。統合後最初の卒業生は20名。
- 2003年（平成15年）
  - 4月1日 - 二股小学校を統合する。
  - 7月22日 - 家庭科室改修。
- 2004年（平成16年）
  - 1月7日 - ADSL設置。
  - 4月1日 - 大川平小学校を統合する。
- 2005年（平成17年）7月13日 - プール塗装実施。
- 2007年（平成19年）10月 - 第3学年～第6学年の教室を南校舎から北校舎へ移動。これは、鉄骨2階建南校舎が構造耐震検査で危険を指摘されたため。
- 2010年（平成22年）
  - 8月10日 - 体育館大清掃。
  - 10月9日 - ストーブ入れ替え工事。
- 2011年（平成23年）
  - 3月11日 - 14時46分頃に発生した東日本大震災により、本校が避難所となる。
  - 3月14日 - 東日本大震災の余震による津波警報発令により、本校が避難所となる。
  - 3月15日 - 駐車場舗装工事。
  - 3月17日 - 東北電力の計画停電のため、臨時休校となる。
  - 3月23日 - 校舎外壁の一部修理。
- 2012年（平成24年）2月22日 - 新図書室オープンする。
- 2016年（平成28年） - 児童数減少により、この年度から複式学級導入[4][5]。

## 児童数の推移
以下の児童数推移表は、今別小公式ブログ内 -学校の沿革- より作成。
|  | 児童数（人） |

| 2000年 | 169 |  |
| 2003年 | 133 |  |
| 2006年 | 108 |  |
| 2009年 | 110 |  |
| 2012年 | 87  |  |
| 2022年 | 36  |  |

### 学年別の児童数
2022年（令和4年）5月1日時点
| 学年 | 1年 | 2年 | 3年 | 4年 | 5年 | 6年 | 特別支援   | 合計 |
| ---- | --- | --- | --- | --- | --- | --- | ---------- | ---- |
| 学級 | 1   | 1   | 0.5 | 0.5 | 0.5 | 0.5 | 2          | 6    |
| 児童 | 9   | 7   | 3   | 8   | 7   | 2   | 3 （内数） | 36   |

- 学級数「0.5」は、複式学級を表す。

## 学区
今別町全域。

## 周辺
- 国道280号[6]
- 青森県道14号今別蟹田線[6]
- JR東日本津軽線今別駅[6]
- JR北海道北海道新幹線[6]

## 参考資料
- 『復刻版今別町史』329頁「第十章 教育・第四節 今別農業者補習学校と今別青年学校 今別教育小学校史年表」
- 『東奥年鑑』昭和36年版85頁と昭和40年版41頁の「教育-小・中学校（東郡）」